# Soltănești
Soltănești è un comune della Moldavia situato nel distretto di Nisporeni di 1.507 abitanti al censimento del 2004